# Rocca dei Tre Vescovi
La Rocca dei Tre Vescovi (Rocher des Trois Évêques in francese) è una montagna delle Alpi alta 2.867 m. Appartiene allo stesso corpo montuoso dell'Enciastraia, alla quale è collegata da una cresta rocciosa. La silhouette del monte si estende da nord-ovest a sud-est.

## Caratteristiche
Il monte è situato sulle Alpi Marittime, lungo la dorsale che segna il confine tra Italia e Francia e che parte a nord dal Colle della Maddalena, passa dall'Enciastraia, attraversa la Rocca dei Tre Vescovi per poi scendere verso il Colle del Puriac. Per la metà italiana il monte è situato nel territorio del comune di Argentera, in Provincia di Cuneo. La sua vetta è il punto d'incontro della valle Stura di Demonte in Italia, e delle valli dell'Ubaye e della Tinée in Francia.
Il nome del monte deriva dal fatto che la vetta è situata sul punto di congiunzione delle diocesi di Cuneo, Nizza e Digne.
Dal punto di vista geologico, la montagna è costituita da calcari del Cretaceo.
In prossimità del lato francese del Colle del Puriac la zona è Parco Nazionale e, al fine di evitare di molestare la fauna locale, è vietato accedervi con animali domestici anche al guinzaglio, pena pesanti sanzioni.

## Ascensione

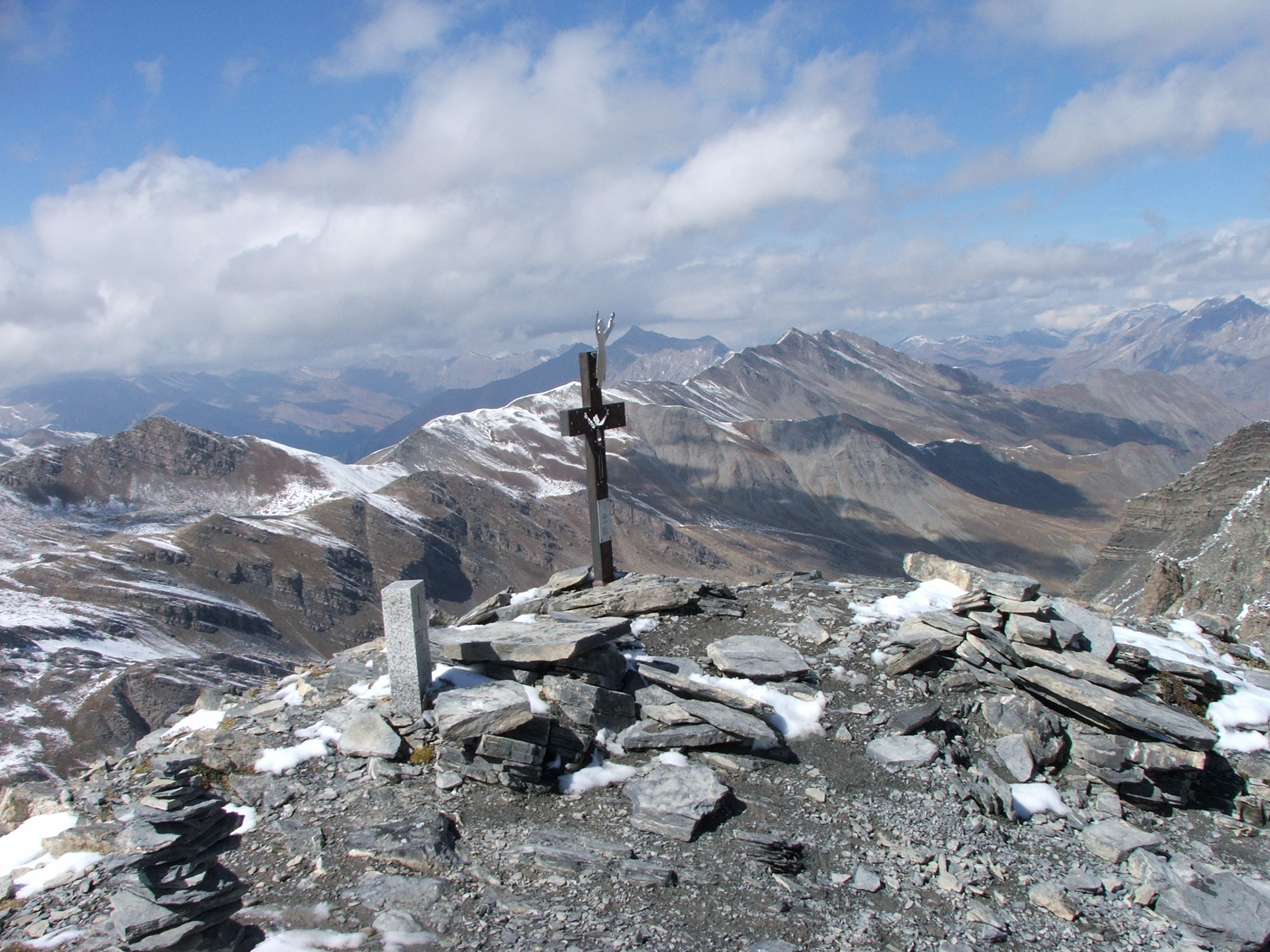
La Croce sulla vetta

La prima ascensione documentata risale all'agosto del 1883, quando la vetta fu raggiunta dai topografi E. Troya e P. Vigliardi, accompagnati da due soldati di cui non è stato tramandato il nome.
La via normale alla vetta prevede la partenza da Ferrere, da dove si seguono le indicazioni per la Bassa di Colombart (sentiero P39). Da qui si continua lungo il sentiero principale in direzione del Colle del Puriac, che segna il confine tra Italia e Francia. Si prosegue in cresta lungo il sentiero P42 in direzione Rocca dei Tre Vescovi/Enciastraia: giunti ai piedi della Rocca dei Tre Vescovi il sentiero taglia longitudinalmente la pancia nord del monte. Poco più avanti si lascia il sentiero principale, che si dirige verso l'Enciastraia, e si prende la deviazione a sinistra, in direzione nord, che sale verso la vetta. Si prosegue lungo la salita in direzione sud/sud-est inerpicandosi sul versante coperto da pietrame franoso, fino a giungere alla vetta. Il percorso è di tipo escursionistico, con difficoltà valutata in EE.
Un secondo itinerario di risalita prevede la partenza dalle grange di Argentera. Questo itinerario può essere percorso anche d'inverno, trasformandosi in itinerario di sci alpinismo.